# Honeybourne
Honeybourne är en ort och civil parish i Storbritannien.   Den ligger i grevskapet Worcestershire och riksdelen England, i den södra delen av landet, 130 km nordväst om huvudstaden London. Honeybourne ligger 57 meter över havet och antalet invånare är 1 619.
Terrängen runt Honeybourne är huvudsakligen platt, men söderut är den kuperad. Runt Honeybourne är det ganska tätbefolkat, med 80 invånare per kvadratkilometer. Närmaste större samhälle är Evesham, 9,1 km väster om Honeybourne. Trakten runt Honeybourne består till största delen av jordbruksmark.